# Ledomyia styloptera
Ledomyia styloptera är en tvåvingeart som beskrevs av Jean-Jacques Kieffer 1911. Ledomyia styloptera ingår i släktet Ledomyia och familjen gallmyggor.
Artens utbredningsområde är Seychellerna. Inga underarter finns listade i Catalogue of Life.